# Lliga catalana d'hoquei sobre patins masculina
La Lliga Catalana d'hoquei sobre patins masculina, anomenada Frit Ravich Lliga Catalana per motius de patrocini, és una competició esportiva de club d'hoquei patins catalans, creada la temporada 1989-90. De caràcter anual, és organitzada per la Federació Catalana de Patinatge. Successora del Campionat de Catalunya d'hoquei patins masculí, després de les primeres deu edicions va deixar de disputar-se. La competició va tornar a reprendre's la temporada 2015-16. Hi participen dotze equips i s'organitza en dues fases. A la primera fase, els equips participants s'agrupen en quatre grups disputant una lligueta. Els dos primers classificats de cada grup participen a la fase final que es disputa en format de final a quatre, que determina el campió del torneig.
El dominador de la competició és el Futbol Club Barcelona amb vuit títols (1995, 1996, 1997, 1998, 2019, 2020, 2021, 2022), seguit de l'Igualada Hoquei Club amb quatre (1992, 1993, 1994, 1999) i el Reus Deportiu (2017, 2018) i el Club Esportiu Noia (1989, 2023) amb dos respectivament.

## Clubs participants
La XIX Frit Ravich Lliga Catalana compta amb la participació de dotze equips, agrupats en quatre grups de tres equips cadascun. La fase final es celebra durant el 16 i 17 de setembre al Pavelló María Victor de Palau-solità i Plegamans.
- FC Barcelona
- Parlem Calafell
- CH Caldes Recam Làser
- Garatge Plana Girona CH
- Igualada HC
- Finques Prats Lleida
- CH Mataró
- CE Noia Freixenet
- PAS Alcoi (convidat)
- Reus Deportiu Virginias
- HC Sant Just
- CP Voltregà Movento Stern

## Historial
| En negreta = Equip guanyador (1) = Nombre de campionats (prò.) = Prórroga (p.) = Penals/Faltes directes Nota: Noms dels equips segons l'època |

| Edició                          | Temp.   | Data       | Campió                    | Resultat      | Subcampió              | Seu                                                   | refs. |
| ------------------------------- | ------- | ---------- | ------------------------- | ------------- | ---------------------- | ----------------------------------------------------- | ----- |
| I                               | 1989-90 | 22-10-1989 | Noia Freixenet (1)        | 3-2           | Desmon Piera           | Pavelló Municipal de Blanes                           |       |
| II                              | 1990-91 | 30-09-1990 | Cata Voltregà (1)         | 6-6 (3-2, p.) | Noia Ron Negrita       | Pavelló Municipal de Cerdanyola del Vallès            |       |
| III                             | 1991-92 | 31-05-1992 | ONCE Igualada (1)         | 4-2           | Madeira Sentmenat      | Palau Blaugrana, Barcelona                            |       |
| IV                              | 1992-93 | 23-10-1992 | ONCE Igualada (2)         | 5-3           | CP Vic                 | Pavelló Olímpic de Vic                                |       |
| V                               | 1993-94 | 17-10-1993 | ONCE Igualada (3)         | 6-2           | FC Barcelona           | Reus                                                  |       |
| VI                              | 1994-95 | 04-12-1994 | FC Barcelona (1)          | 3-2           | Tordera Copersa        | Santa Perpètua de Mogoda                              |       |
| VII                             | 1995-96 | 15-10-1995 | FC Barcelona (2)          | 5-3           | CP Vic                 | Sant Hipòlit de Voltregà                              |       |
| VIII                            | 1996-97 | 10-11-1996 | FC Barcelona (3)          | 3-1           | Flix Nuclear Ascó      | Mataró                                                |       |
| IX                              | 1997-98 | 19-05-1998 | FC Barcelona (4)          | 3-1           | Caprabo Igualada       | Pallejà                                               |       |
| X                               | 1998-99 | 28-06-1998 | Caprabo Igualada (4)      | 4-1           | Noia Freixenet         | Caldes de Montbui                                     |       |
| No es disputà entre 1999 i 2015 |         |            |                           |               |                        |                                                       |       |
| XI                              | 2015-16 | 11-09-2015 | CE Moritz Vendrell (1)    | 7-7 (2-1, p.) | FC Barcelona           | Pavelló l'Ateneu, Sant Sadurní d'Anoia                | [ 4 ] |
| XII                             | 2016-17 | 09-11-2016 | Reus Deportiu-La Fira (1) | 3-1           | Moritz Vendrell        | Pavelló Les Comes, Igualada                           |       |
| XIII                            | 2017-18 | 24-09-2017 | Reus Deportiu (2)         | 5-3           | Noia Freixenet         | Pavelló Les Comes, Igualada                           |       |
| XIV                             | 2018-19 | 11-09-2018 | FC Barcelona Lassa (5)    | 1-0 (prò.)    | ICG Software Lleida    | Pavelló Les Comes, Igualada                           |       |
| XV                              | 2019-20 | 08-09-2019 | FC Barcelona (6)          | 4-3 (prò.)    | CH Caldes              | Pavelló Olímpic Club Patí Vic, Vic                    |       |
| XVI                             | 2020-21 | 05-09-2020 | FC Barcelona (7)          | 7-3           | Noia Freixenet         | Pavelló Olímpic Club Patí Vic, Vic                    | [ 5 ] |
| XVII                            | 2021-22 | 05-09-2021 | FC Barcelona (8)          | 8-2           | CE Lleida Llista Blava | Pavelló Oliveras de la Riva, Sant Hipòlit de Voltregà | [ 6 ] |
| XVIII                           | 2022-23 | 13-11-2022 | Parlem Calafell (1)       | 3-3 (3-2, p.) | Noia Freixenet         | Poliesportiu Municipal de Santa Perpètua              | [ 7 ] |
| XIX                             | 2023-24 | 17-09-2023 | Noia Freixenet (2)        | 3-2           | FC Barcelona           | Pavelló Maria Víctor, Palau-solità i Plegamans        | [ 8 ] |

## Palmarès
| Equip                   | Campió | Subcampió | Finals | Anys campió                                                            | Anys subcampió                     |
| ----------------------- | ------ | --------- | ------ | ---------------------------------------------------------------------- | ---------------------------------- |
| Futbol Club Barcelona   | 8      | 3         | 11     | 1994-95, 1995-96, 1996-97, 1997-98, 2018-19, 2019-20, 2020-21, 2021-22 | 1993-94, 2015-16, 2023-24          |
| Igualada Hoquei Club    | 4      | 1         | 5      | 1991-92, 1992-93, 1993-94, 1998-99                                     | 1997-98                            |
| Club Esportiu Noia      | 2      | 4         | 6      | 1989-90, 2023-24                                                       | 1990-91, 1998-99, 2017-18, 2022-23 |
| Reus Deportiu           | 2      | 0         | 2      | 2016-17, 2017-18                                                       | —                                  |
| Club d'Esports Vendrell | 1      | 1         | 2      | 2015-16                                                                | 2016-17                            |
| Club Patí Voltregà      | 1      | 0         | 1      | 1990-91                                                                | —                                  |
| Club Patí Calafell      | 1      | 0         | 1      | 2022-23                                                                | —                                  |
| Club Patí Vic           | 0      | 2         | 2      | —                                                                      | 1992-93, 1995-96                   |
| CE Lleida Llista Blava  | 0      | 2         | 2      | —                                                                      | 2018-19, 2020-21                   |
| Club Patí Flix          | 0      | 1         | 1      | —                                                                      | 1996-97                            |
| Hoquei Club Piera       | 0      | 1         | 1      | —                                                                      | 1989-90                            |
| Hoquei Club Sentmenat   | 0      | 1         | 1      | —                                                                      | 1991-92                            |
| Club Patí Tordera       | 0      | 1         | 1      | —                                                                      | 1994-95                            |
| Club Hoquei Caldes      | 0      | 1         | 1      | —                                                                      | 2019-20                            |

## Edicions
Temporada 1991-92
Equips participants:
- Grup 1: Noia Ron Negrita, Horta Nou Vall d'Hebron, Madeira Sentmenat, Flix Megawatt.
- Grup 2: Desmon Piera, ONCE Igualada, Casa Tarradellas Vic, Monells Voltregà.
- Grup 3: Amana Mollet, Caixa Penedès Vilafranca, Tordera Teide.
- Grup 4: Reus Deportiu Liebherr, Epson Cerdanyola, FC Barcelona.

Fase final: Palau Blaugrana, Barcelona, 30 i 31 de maig.
Semifinals:
- ONCE Igualada 2 - FC Barcelona 2 (Igualada venç als penals)
- Madeira Sentmenat 4 - Caixa Penedès Vilafranca 3

Consolació:
- Caixa Penedès Vilafranca 4 - FC Barcelona 3

Final:
- ONCE Igualada 4 - Madeira Sentmenat 2

Temporada 1992-93
Equips participants:
- Grup 1: Desmon Piera, Guitart Lloret, ONCE Igualada.
- Grup 2: FC Barcelona, Cambrils CH, HC Sentmenat.
- Grup 3: ANA Flix, Viper's Blanes, Reus Deportiu Liebherr.
- Grup 4: CP Voltregà, Horta Nou Vall d'Hebron, Amana Mollet.
- Grup 5: Estrumental SHUM Maçanet, CP Tordera, Caixa Penedès Vilafranca, CE Noia.
- Grup 6: FIATC Vilanova, CP Vic, Epson Cerdanyola, Faema Igualada.

Fase final: Pavelló Olímpic de Vic, Vic, 22 i 23 d'octubre.
Quarts de final:
- Reus Deportiu Liebherr 10 - FIATC Vilanova 4
- CP Voltregà 3 - CP Tordera 2
- ONCE Igualada 5 - FC Barcelona 2
- CP Vic 6 - Caixa Penedès Vilafranca 3

Semifinals:
- CP Vic 3 - CP Voltregà 3 (Vic venç als penals)
- ONCE Igualada 5 - Reus Deportiu Liebherr 5 (Igualada venç als penals)

Consolació:
- Reus Deportiu Liebherr 12 - CP Voltregà 9

Final:
- ONCE Igualada 5 - CP Vic 3

Temporada 1993-94
Equips participants:
- Grup 1: Mas Mel Calafell, Epson Cerdanyola, ONCE Igualada, RCD Espanyol.
- Grup 2: HC Sentmenat, HC Piera, Reus Deportiu Liebherr, CH Mataró.
- Grup 3: CP Manlleu, Cambrils CH, Flix Nuclear Ascó, CH Lloret.
- Grup 4: CP Vic, CE Vendrell, CP Vilanova.
- Grup 5: FC Barcelona, Mollet CH, Faema Igualada.
- Grup 6: Tordera Copersa, CE Noia B, Estrumental SHUM Maçanet.
- Grup 7: Caixa Penedès Vilafranca, Texaco Voltregà, UE Horta.
- Grup 8: CE Noia, Aiscondel Vila-seca, Vila de Blanes.

Fase final: Pavelló Olímpic Municipal de Reus, Reus, 16 i 17 d'octubre.
Semifinals:
- FC Barcelona 6 - Vila de Blanes 2
- ONCE Igualada 5 - Flix Nuclear Ascó 4

Consolació:
- Flix Nuclear Ascó 3 - Vila de Blanes 3 (Flix venç als penals)

Final:
- ONCE Igualada 6 - FC Barcelona 2

Temporada 1994-95
Equips participants:
- Grup 1: Blanes OCP, Reus Deportiu Liebherr, Estrumental SHUM Maçanet, FIATC Vilanova.
- Grup 2: Flix Nuclear Ascó, Aiscondel Vila-seca, Tordera Copersa, CP Vic.
- Grup 3: FC Barcelona, Caixa Penedès Vilafranca, CE Vendrell, Niu d'Or Piera.
- Grup 4: ONCE Igualada, Epson Cerdanyola, UE Horta, Motul Voltregà.

Fase final: Santa Perpètua de Mogoda, 3 i 4 de desembre.
Semifinals:
- FC Barcelona 9 - Reus Deportiu Liebherr 5
- Tordera Copersa 8 - ONCE Igualada 7

Consolació:
- Reus Deportiu Liebherr 6 - ONCE Igualada 5

Final:
- FC Barcelona 3 - Tordera Copersa 2

Temporada 1995-96
Equips participants:
- Grup 1: Kembo Igualada, Vila de Blanes OCP, SHUM Pintors Maestre, Los Rebeldes L'Hospitalet.
- Grup 2: Malerba Mataró, CP Vilanova, FC Barcelona, Caixa Penedès Vilafranca.
- Grup 3: Tordera Copersa, CP Vic, Motul Voltregà, Noia Freixenet.
- Grup 4: Reus Deportiu Liebherr, Flix Nuclear Ascó, Construccions Riera Piera, Aiscondel Vila-seca.

Fase final: Sant Hipòlit de Voltregà, 14 i 15 d'octubre.
Semifinals:
- FC Barcelona 6 - Flix Nuclear Ascó 3
- CP Vic 7 - Kembo Igualada 3

Final:
- FC Barcelona 5 - CP Vic 3

Temporada 1996-97
Fase final: Poliesportiu Municipal de Cirera, Mataró, 9 i 10 de novembre.
Semifinals:
- FC Barcelona 4 - Motul Voltregà 1
- Flix Nuclear Ascó 4 - Caprabo Igualada 4 (Flix venç als penals)

Final:
- FC Barcelona 3 - Flix Nuclear Ascó 1

Temporada 1997-98
Fase final: Cambrils, 10 de desembre (semifinals), Pallejà, 19 de maig (final).
Semifinals:
- FC Barcelona 8 - Caixa Penedès Vilafranca 0
- Caprabo Igualada 9 - Conformobel Reus Deportiu 3

Final:
- FC Barcelona 3 - Caprabo Igualada 1

Temporada 1998-99
Equips participants: Caòtica competició celebrada poques setmanes després de la final de l'edició anterior. Alguns equips com el FC Barcelona, el CP Flix, el Reus Deportiu o l'HC Piera renunciaren a participar-hi.
Fase final:
Caldes de Montbui, 27 i 28 de juny de 1998.
Semifinals:
- Caprabo Igualada venç Caixa Penedès Vilafranca
- Noia Freixenet venç Motul Voltregà

Final:
- Caprabo Igualada 4 - 1 Noia Freixenet

Temporada 2015-16
Equips participants: CP Vic i SHUM no hi van participar, però sí que fou inclòs el Patí Alcodiam Salesià del País Valencià.
- Grup 1: Monbús Igualada HC, CH Caldes Recam Laser, FC Barcelona Lassa, Enrile PAS Alcoi.
- Grup 2: CE Moritz Vendrell, CP Vilafranca Capital del Vi, ICG Software Lleida, CH Lloret Vila Esportiva.
- Grup 3: Reus Deportiu, CP Voltregà, Vallès CP Calafell Tot l'Any, CE Noia Freixenet.

Fase final: Sant Sadurní d'Anoia, 12 i 13 de setembre.
Semifinals:
- FC Barcelona Lassa 2 - Monbús Igualada HC 1
- CE Moritz Vendrell 5 - CP Voltregà 4

Final:
- CE Moritz Vendrell 9 - FC Barcelona Lassa 8

Temporada 2016-17
Equips participants:
- Grup A: FC Barcelona, CE Noia, CP Voltregà.
- Grup B: CP Vic, Igualada HC, PAS Alcoi.
- Grup C: Reus Deportiu, CH Caldes, Lleida Llista, CH Lloret.
- Grup D: CE Vendrell, CP Vilafranca, CP Manlleu, Girona HC.

Primera fase
Grup A:
- 23/08/2016 CP Voltregà 1-1 FC Barcelona Lassa
- 26/08/2016 CE Noia Freixenet 3-2 CP Voltregà
- 30/08/2016 FC Barcelona Lassa 5-3 CE Noia Freixenet

Grup B:
- 25/08/2016 CP Vic 6-2 Enrile Pas Alcoi
- 26/08/2016 Igualada Calaf Grup 5-5 Enrile Pas Alcoi
- 30/08/2016 CP Vic 3-2 Igualada Calaf Grup

Grup C:
- 23/08/2016 Caldes Recam Làser 3-0 CH Lloret Vila Esportiva
- 03/09/2016 Reus Deportiu 7-3 ICG Software Lleida
- 26/08/2016 ICG Software Lleida 4-2 Caldes Recam Làser
- 26/08/2016 Reus Deportiu 5-2 CH Lloret Vila Esportiva
- 30/08/2016 Caldes Recam Làser 5-9 Reus Deportiu
- 30/08/2016 CH Lloret Vila Esportiva 2-4 ICG Software Lleida

Grup D:
- 24/08/2016 CP Vilafranca Capital del Vi 4-1 Girona CH
- 02/09/2016 CE Vendrell Moritz 4-2 CP Manlleu
- 26/08/2016 Girona CH 2-3 CE Vendrell Moritz
- 27/08/2016 CP Vilafranca Capital del Vi 0-2 CP Manlleu
- 20/08/2016 CP Manlleu 2-2 Girona CH
- 31/08/2016 CE Vendrell Moritz 3-0 CP Vilafranca Capital del Vi

Quarts de final:
- 06/09/2016 CE Vendrell Moritz 4-3 CE Noia Freixenet
- 06/09/2016 FC Barcelona Lassa 5-4 CP Manlleu
- 06/09/2016 CP Vic 4-1 ICG Software Lleida
- 06/09/2016 Reus Deportiu 4-2 Igualada Calaf Grup

Fase final: Igualada, 8 i 9 de setembre
Semifinals:
- 08/09/2016 FC Barcelona Lassa 4-8 Reus Deportiu
- 08/09/2016 CP Vic 1-2 CE Vendrell Moritz

Final:
- 09/09/2016 Reus Deportiu 3-1 CE Vendrell Moritz

Temporada 2017-18
Equips participants:
- Grup A: FC Barcelona Lassa, ICG Software Lleida, Enrile PAS Alcoi.
- Grup B: Reus Deportiu, Caldes Recam Làser, CE Noia Feixenet.
- Grup C: CP Vic, Igualada HC, Lloret Vila Esportiva, CE Arenys de Munt.
- Grup D: CE Vendrell, CH Palafrugell, Girona HC, CP Voltregà.

Primera fase:
Grup A:
- FC Barcelona Lassa - ICG Software Lleida 8-1
- ICG Software Lleida - Enrile PAS Alcoi 3-3
- FC Barcelona Lassa - Enrile PAS Alcoi 3-1

Grup B:
- Reus Deportiu - Caldes Recam Làser 5-2
- Caldes Recam Làser - CE Noia Freixenet 4-2
- CE Noia Freixenet - Reus Deportiu 4-2

Grup C:
- CP Vic - CE Arenys de Munt 2-2
- Igualada HC - Lloret Vila Esportiva 2-1
- CE Arenys de munt - Igualada HC 1-2
- CP Vic - Lloret Vila Esportiva 4-2
- Igualada HC - CP Vic 5-3 1-2
- Lloret Vila Esportiva - CE Arenys de Munt 1-1

Grup D:
- CE Vendrell - Citylift Girona CH 7-5
- CP Voltregà - CH Palafrugell 6-3
- CH Palafrugell - CE Vendrell 4-3
- CP Voltregà - Citylift Girona 4-5
- Citylift Girona CH - CH Palafrugell 5-0
- CE Vendrell - CP Voltregà 3-4

Quarts de final:
- FC Barcelona Lassa - CP Voltregà 9-5
- Reus Deportiu - CP Vic 6-1
- Igualada HC - CE Noia Freixenet 2-6
- Citylift Girona CH - Enrile PAS Alcoi 3-4

Fase final: Igualada, 23 i 24 de setembre de 2017
Semifinals:
- FC Barcelona Lassa - CE Noia Freixenet 2-5
- Reus Deportiu - Enrile PAS Alcoi 6-1

Final:
- Noia Freixenet - Reus Deportiu 3-5

Temporada 2018-19
Equips participants:
- Grup A: FC Barcelona Lassa, Caldes Recam Làser, CE Vendrell.
- Grup B: Reus Deportiu, CP Voltregà, CP Vic.
- Grup C: Girona HC, Patí Hoquei Club Sant Cugat, CE Noia Feixenet, Lloret Vila Esportiva.
- Grup D: Igualada HC, Club Patí Calafell, ICG Software Lleida, Enrile PAS Alcoi.

Primera fase (24-08-18 a 01-09-18)
Grup A
- FC Barcelona – Caldes Recam Làser 4-0
- Caldes Recam Làser – CE Vendrell 1-2
- CE Vendrell – FC Barcelona 1-5

Grup B
- Reus Deportiu – CP Voltregà 4-0
- CP Voltregà – CP Vic 4-2
- CP Vic – Reus Deportiu 1-3

Grup C
- Girona Citylift CH – PHC Sant Cugat 5-1
- CE Noia Freixenet – CH Lloret 8-1
- PHC Sant Cugat – CH Lloret 3-0
- Girona Citylift CH – CE Noia Freixenet 4-2
- CE Noia Freixenet – PHC Sant Cugat 5-1
- CH Lloret – Girona Citylift CH 3-3

Grup D
- Igualada HC – CP Calafell 1-4
- Lleida Llista – PAS Alcoy 1-4
- Igualada HC – PAS Alcoy 4-3
- CP Calafell – PAS Alcoy 4-3
- Lleida Llista – Igualada HC 4-3
- Lleida Llista – CP Calafell 3-1

Quarts de final (03-09-18 a 04-09-18)
- Lleida Llista - CE Vendrell 3-1
- FC Barcelona - CP Calafell 7-1
- Girona Citylift - CP Voltregà 3-2
- CE Noia Freixenet - Reus Deportiu 1-2

Semifinals (10-09-18)
- Lleida Llista – Reus Deportiu 3-3 (2-1)
- FC Barcelona - Girona Citylift 4-1

Final (11-09-18)
- FC Barcelona – Lleida Llista 1-0

Temporada 2020-21
Organització del sistema de competició i equips participants:
La Federació Catalana de Patinatge seguint les directrius transmeses des dels departaments de Salut i la Secretaria General de l'Esport, en l'anomenada "fase de represa", va establir un sistema de competició format per 15 equips catalans de l'OK Liga 20-21 juntament amb l'equip millor classificat de la OK Liga Plata 19-20 que no va assolir l'ascens (CP Manlleu). Els equips van estar distribuïts en 4 “branques” eliminatòries.
La primera fase d'aquesta competició es va fer amb eliminatòries. La primera eliminatòria es va fer seguint els criteris geogràfics (proximitat) i va evitar els enfrontaments entre els set primers classificats a l'Ok Liga 2019-20.
- 1/8 de final anada i tornada (tornada a casa l'equip millor classificat en la Ok Liga 2019-20).
- 1/4 de final a partit únic: a pista neutral o a casa del millor classificat en la OK Liga 2019-20.
- Semifinal: a un partit a pista neutral.
- Final: a un partit a pista neutral.

Vuitens de final anada
- CE Vendrell –	CE Noia Freixenet 3-3
- CH Mataró – FC Barcelona 2-8
- CH Lloret – Caldes Recam Làser 2-10
- CP Manlleu – CP Voltrega 3-2
- Lleida Llista – Igualada HC 3-4
- CH Palafrugell – Girona CG 4-6
- CP Vic – CP Taradell 3-3

Vuitens de final tornada
- Caldes Recam Làser – CH Lloret 5-3
- CE Noia Freixenet – CE Vendrell 6-3
- FC Barcelona – CH Mataró 11-2
- Girona CH – CH Palafrugell 4-2
- Igualada HC – Lleida Llista 2-2
- CP Taradell – CP Vic 4-3
- CP Voltregà - CP Manlleu 1-6

Quarts de final
- Girona CH – Caldes Recam Làser 2-3
- FC Barcelona – CP Taradell 5-2
- CP Calafell – Igualada HC 2-4
- CE Noia Freixenet – CP Manlleu 4-3

Semifinals
- Caldes Recam Làser – FC Barcelona 0-4
- CE Noia Freixenet – Igualada HC 3-3

Final
- FC Barcelona – CE Noia 7-3[5]

Temporada 2021-22
La competició va ser organitzada conjuntament entre la Federació Catalana de Patinatge i l'Associació de Clubs d'Hoquei Patins (ACHP), i Frit Ravich va ser el patrocinador oficial de la competició. A la XVII Frit Ravich Lliga Catalana 2021 van participar tots els clubs catalans de l'OK Lliga masculina de la temporada 2021-22, onze en total, a més del PAS Alcoi, convidat provinent de la Comunitat Valenciana. Per a la fase inicial, organitzada en format de lligueta a una sola volta, els equips es van distribuir en quatre grups de tres equips. La composició dels grups per aquesta primera fase es va fer seguint com a criteri la classificació obtinguda a l'OK Lliga la temporada 2020-2021, de manera que els grups van ser:
- Grup 1: FC Barcelona, Igualada HC i Girona CH.
- Grup 2: CH Caldes, CP Calafell i CH Palafrugell.
- Grup 3: Reus Deportiu, CP Voltregà i PAS Alcoi.
- Grup 4: CE Lleida Llista, CE Noia i CP Manlleu.

D'aquesta primera fase inicial, els dos primers classificats de cada grup van disputar els quarts de final, que es van jugar a un partit i seu única que va ser Sant Hipòlit de Voltregà. Els quatre guanyadors de les eliminatòries de quarts van accedir a la final 4, fase que va tenir el format de semifinals i final a partit únic i que també es va jugar a la mateixa seu que els quarts de final.
Jornada 1
- 20/08/2021 FC Barcelona - Igualada HC 11-3
- 20/08/2021 CE Lleida Llista - CE Noia Freixenet 3-4
- 21/08/2021 CH Caldes - CP Calafell 3-5
- 21/08/2021 Reus Deportiu - CP Voltregà 3-2

Jornada 2
- 25/08/2021 Igualada HC - Girona CH 2-0
- 25/08/2021 CP Calafell - CH Palafrugell 6-2
- 25/08/2021 CE Noia Freixenet - CP Manlleu 5-0
- 28/08/2021 CP Voltregà - PAS Alcoi 4-1

Jornada 3
- 27/08/2021 Reus Deportiu - PAS Alcoi 6-4
- 27/08/2021 CP Manlleu - CE Lleida Llista 4-6
- 28/08/2021 Girona CH- FC Barcelona 1-6
- 28/08/2021 CH Palafrugell - CH Caldes 4-3

Classificats: 
- Grup 1: FC Barcelona i Igualada HC
- Grup 2: CP Calafell i CH Palafrugell.
- Grup 3: Reus Deportiu i CP Voltregà
- Grup 4: CE Noia i CE Lleida Llista

Quarts de final
- 31/08/2021 FC Barcelona - CP Voltregà 6-0
- 31/08/2021 CE Noia Freixenet - CH Palafrugell 6-2
- 01/09/2021 CP Calafell - CE Lleida Llista 2-5
- 01/09/2021 Reus Deportiu - Igualada HC 1-0

Semifinals
- 03/09/2021	FC Barcelona - CE Noia Freixenet 8-1
- 03/09/2021 CE Lleida Llista - Reus Deportiu 2-2 (faltes directes 2-1)

Final
- 05/09/2021 FC Barcelona - CE Lleida Llista 8-2